# 猿ヶ京城
猿ヶ京城（さるがきょうじょう）とは上野国にあった城である。永正年間に上杉顕定が築城したという。
1510年（永正7年）、長森原の戦いで顕定は長尾為景に討たれた。顕定の養子上杉憲房は猿ヶ京城に籠城しようとしたが、為景に加勢した長尾景春に敗北した。
だが『加沢記』『沼田記』では1560年（永禄3年）三国峠を越え宮野城に入った長尾景虎が宿を取り、申年の自分が申年申の日に泊った事から「猿ヶ京」と改めたとの伝承もある。
1578年（天正6年）、上杉景勝と上杉景虎の間で猿ヶ京城の戦いが起こり、景勝方が猿ヶ京城を守り抜いた。
1580年（天正8年）、沼田城から進軍した海野輝幸の軍勢が猿ヶ京城に攻め込み、守将の尻高左馬助は壮絶な討死をしたと伝えられている。
1582年（天正10年）、武田勝頼を滅ぼした織田信長は上野に滝川一益を送り込んだ。猿ヶ京城に攻め込んだが、上杉軍に撃退されたと言われている。